# Charles-Louis Hanon
Charles-Louis Hanon (ur. 2 lipca 1819 w Renescure, zm. 19 marca 1900 w Boulogne-sur-Mer) – francuski pedagog i kompozytor, autor znanych ćwiczeń fortepianowych. Jego najsłynniejszym dziełem jest zbiór ćwiczeń: Le Pianiste virtuose en 60 exercices, calculés pour acquérir l'agilité, l'indépendance, la force et la plus parfaite égalité des doigts ainsi que la souplesse des poignets (Pianista wirtuoz: 60 ćwiczeń na fortepian).